# Agence du court métrage
L'Agence du court métrage est une association créée en 1983 dans le but de promouvoir et développer la diffusion du court métrage en France.
Association régie par la loi de 1901, elle a été fondée par un groupe de professionnels du cinéma (auteurs, réalisateurs, producteurs, distributeurs et exploitant de salle de cinéma).
De la fiction à l'animation, en passant par le documentaire, ou le cinéma expérimental, le court métrage (dont la durée se limite en France à soixante minutes) englobe une grande diversité de genres et de modes d’expression, tous pris en compte par l'Agence. Aujourd’hui, sa diffusion, relayée par les pouvoirs publics, les salles de cinéma, les festivals, les chaînes de télévision, Internet et le tissu associatif, participe pleinement de valeurs comme la défense de la diversité et de l’exception culturelle.

## Conserver toute la mémoire du court
- Un fonds de plus de 15 000 titres différents prêts à être diffusés sur différents supports (16 et 35 mm, vidéo, DCP…) et s’enrichissant de plusieurs centaines de films par an.
- Films d’hier, d’aujourd’hui, de demain : le court métrage est le miroir de l’histoire du cinéma français.

## Diffuser sur tous les écrans
Parce qu’il s’agit d’œuvres à part entière, la mission de l’Agence du court métrage est de rendre visibles les films qu’on lui confie, en inventant de nouveaux moyens de diffusion, que cela soit sur les grands, les petits écrans ou ceux d’ordinateur.
- Premières parties de programmes, plateforme VOD, programmes constitués ou à composer, diffusion sur les réseaux hertziens ou câblés…
- 25 % du parc des salles Art & Essai diffusant, via L'Extra Court, des courts métrages avant le long.
- 1 300 titres différents diffusés chaque année,
- Conseil à la programmation, mise à disposition de copies, reversements aux ayants droit…
- Diffusion internationale : loin de se cantonner à la France, l’activité de l’Agence du court métrage rayonne aujourd’hui à l’Étranger, sur les chaînes de télévision, en salles de cinéma, sur les réseaux câblés et sur Internet.
- Prospection des marchés pour le compte des ayants droit.
- Participation aux événements nationaux : Fête du cinéma d'animation, Mois du film documentaire ou encore La Fête du court métrage.

## Transmettre et sensibiliser tous les publics
À travers son service Éducation au cinéma, l’Agence du court métrage donne à voir et à réfléchir sur le cinéma, à travers la forme courte.
Elle sensibilise l’ensemble des publics, démocratise l’accès aux œuvres, à travers l’organisation d’ateliers, la participation à des formations et, plus globalement, met en avant les vertus pédagogiques des formes courtes, et constitue un lieu ressource pour les projets d’éducation à l’image.
L'Agence du court métrage édite Brefcinema, décliné sous la forme d'une plateforme VOD par abonnement et d'une revue annuelle, Bref. Le site propose aux abonnés une sélection de courts métrages régulièrement renouvelés (3 nouveaux films chaque semaine) et accompagnés de critiques et de bonus vidéo.

## Structurer et accompagner un secteur professionnel
Une mission de veille, d’observatoire.

L’Agence du court métrage développe depuis 30 ans des services et des outils pour l’ensemble d’une filière professionnelle.
- Elle met en place une économie propre aux acteurs du secteur, avec un système de reversements réguliers effectués aux ayants droit.
- Elle fournit aux festivals et aux ayants droit des outils pratiques de mise en valeur comme la Filmfest, qui permet l'inscription gratuite des courts métrages à près de 75 festivals adhérents.
- Elle permet aux professionnels de découvrir les films inscrits à L’Agence du court métrage à travers une plateforme de visionnage en ligne.
- Elle anticipe de nouvelles pratiques de diffusion des œuvres, recherche de nouveaux lieux, dans le souci constant du développement de la diversité de l’action culturelle.

## Conseil d'administration / Direction
CA fondateur (1983) :

Président : Philippe Pilard (réalisateur)

Trésorier : Marc Baschet (producteur)

Secrétaire : Jean-Luc Mathion

Secrétaire adjoint : Michel Mavros

Membres : Pierre Chevalier (représentant du CNC) - Michel Grunbaum (ministère de la Culture) - Baudouin Capet (producteur)

Jean-Pierre Jeunet (réalisateur) - Hubert Niogret (producteur) - Alain Nouaille (exploitant distributeur) - Annie Tresgot (réalisatrice)

Luce Vigo (exploitante, animatrice culturelle).

CA actuel :

Président : Philippe Pilard (réalisateur)

Secrétaire : Catherine Bailhache (exploitante)

Membres : Marc Baschet (producteur) - Calmin Borel (Festival de Clermont-Ferrand) - Baudoin Capet (producteur) - Alain Carou (BNF)

Alexandre Charlet (producteur) - Gilles Colpart (critique) - Jérôme Descamps (réalisateur) - Abdelhaq Kass (représentant du personnel)

Jean-François Le Corre (producteur) - Antoine Leclerc (Carrefour des festivals) - Pascal Platel (exploitant) - Emmanuel Porcher (Centre Images)

François Porcile (auteur et réalisateur) - Hélène Raymondaud (représentante du CNC) - Christian Rouaud (réalisateur) - Jean-Claude Rullier (éducation au cinéma).

Direction :

1983-1991 : François Ode, délégué général / Daniel-Yves Yaneck, délégué général adjoint

1991-1999 : Armand Badéyan, délégué général

2000-2015 : Philippe Germain, délégué général

Depuis 2015 : Amélie Chatellier, déléguée générale (à partir du 15 juin)